# Krzysztof Baran (ur. 1990)
Krzysztof Baran (ur. 12 lutego 1990 w Tomaszowie Mazowieckim) – polski piłkarz występujący na pozycji bramkarza w duńskim klubie Kjellerup IF. Wychowanek Lechii Tomaszów Mazowiecki, w trakcie swojej kariery grał także w takich zespołach jak KKS Koluszki, Pogoń Łask Kolumna, UKS SMS Łódź, Chojniczanka Chojnice, Jagiellonia Białystok, Ruch Radzionków, Podbeskidzie Bielsko-Biała, Bruk-Bet Termalica Nieciecza oraz Sandecja Nowy Sącz.